# Aéroport de Port-de-Paix
L'aéroport de Port-de-Paix (code IATA : PAX • code OACI : MTPX) est un aéroport régional situé à côté de la ville d'Haïti de Port-de-Paix, chef-lieu du département du Nord-Ouest et de l'arrondissement de Port-de-Paix.

## Situation
| Cayes Cap-Haïtien Jacmel Jérémie Port-de-Paix Port-au-Prince |